# Czeilik Mária
Czeilik Mária (Budapest, 1947. április 2. –) Balázs Béla-díjas (1997) magyar  filmvágó, egyetemi tanár.

## Életpályája
1961–1965 között a Toldy Ferenc Gimnázium diákja volt. 1965–2001 között a Magyar Televízió vágója volt. 1971–1974 között a Színház- és Filmművészeti Főiskola filmvágó szakán tanult. 2001–2004 között szabadúszó vágóként dolgozott. 2002 óta a Pázmány Péter Katolikus Egyetem Bölcsészettudományi Karának óraadó tanára. 2004-ben nyugdíjba vonult. 2005–2011 között a Teleschola oktatója volt.
Munkatársa volt többek közt: Fehér György, Havas Péter, Esztergályos Károly, Makk Károly, Jancsó Miklós, Szinetár Miklós, Edelényi János, Horváth Z. Gergely, Iványi Marcell, Kalamár Tamás.

## Filmjei
- Tomikám (1970)
- Miheztartás végett (1971)
- III. Richárd (1974)
- II. Richárd (1975)
- Meztelenül (1977)
- Az Elnökasszony 1-2. (1977)
- A bosszú (1977)
- Rejtekhely (1978)
- Szerelmeitek emléke (1978)
- A téglafal mögött (1978)
- Philemon és Baucis (1978)
- Bajazzók (1979)
- Esti Kornél (1979)
- Cseresznyéskert (1979)
- Cseh Tamás énekel (1980)
- Szerelmem, Elektra (1980)
- Bolondok kvártélya (1980)
- Kedves hazug (1982)
- A nők iskolája (1982)
- Az út vége (1982)
- Tanukihallgatás (1983)
- Hamlet (1984)
- Caligula helytartója (1984)
- Bevégezetlen ragozás (1985)
- Hajnali párbeszéd (1986)
- A párhuzamosok a végtelenben találkoznak (1986)
- Dráma a vadászaton (1987)
- Szerelmi bájital (1988)
- Hat bagatell (1989)
- Levelek a zárdából (1989)
- A trónörökös (1989)
- Szürkület (1990)
- Júdea helytartója (1991)
- Szerelő (1992)
- Szigetvári vértanúk (1996)
- Szenvedély (1997)
- Játszd Félix, játszd! (2000)
- A szivárvány harcosa (2001)
- Egy igaz ember (2002)
- Szeress most! (2002-2003)
- Ebéd (2004)
- Kivilágos kivirradtig (2005)
- Scampolo (2005)
- Elárultak bennünket (2006)
- Ballada (2006)
- Egy nő igaz története (2007)

## Díjai, elismerései
- Kultúráért díj (1988)
- Balázs Béla-díj (1998)